# Axel Preuß (Intendant)
Axel Preuß (* 1962 in Hamburg) ist ein deutscher Dramaturg, Regisseur und Theaterintendant.

## Leben
Axel Preuß wuchs in Hamburg auf und studierte nach dem Abitur Philosophie und Neuere Deutsche Literatur sowie Kunstgeschichte in Hamburg und Berlin. Während seines Studiums arbeitete er für freie Theatergruppen und als Regieassistent an der Baracke des Deutschen Theaters in Berlin. Es folgten Gastengagements als Dramaturg und künstlerischer Mitarbeiter, darunter von 2000 bis 2002 am Volkstheater Rostock. Von 2002 bis 2005 war Preuß Chefdramaturg am Landestheater Tübingen (LTT), von 2005 bis 2009 Schauspieldirektor und stellvertretender Intendant am Theater Heidelberg. Daneben betreute er von 2005 bis 2009 als künstlerischer Leiter das Festival „Heidelberger Stückemarkt“. Von 2010 bis 2016 war Preuß Chefdramaturg und stellvertretender Generalintendant in künstlerischen Fragen am Staatstheater Braunschweig, wo er auch die „Themenwoche Interkultur“ initiierte und leitete – ein zehntägiges Festival für Vielfalt und kulturelle Teilhabe, das seit 2011 jährlich im Frühling stattfindet. In den Spielzeiten 2016/17 und 2017/18 war er als Schauspieldirektor am Badischen Staatstheater Karlsruhe engagiert. Seit der Spielzeit 2018/19 ist er Intendant der Schauspielbühnen in Stuttgart.

## Inszenierungen (Auswahl)
- 2018/2019 Judas von Lot Vekemans
- 2019/2020 Koi Auskomma mit dem Einkomma von Fritz Wempner, Bühnenfassung von Axel Preuß, Schwäbische Übertragung Monika Hirschle
- 2020/2021 Die Wunderübung von Daniel Glattauer
- 2021/2022 Extrawurscht von Dietmar Jacobs und Moritz Netenjakob, Schwäbische Übertragung Monika Hirschle
- 2022/2023 D´Mama isch die Beschte von Curth Flatow und Horst Pillau, Bühnenfassung von Axel Preuß, Schwäbische Übertragung Monika Hirschle